# Kirchberg (San Galo)
Kirchberg es una comuna suiza del cantón de San Galo, ubicada en el distrito de Toggenburgo. Limita al norte con las comunas de Sirnach (TG), Wilen y Rickenbach, al este con Jonschwil y Lütisburg, al sur con Mosnang, y al oeste con Fischingen (TG).

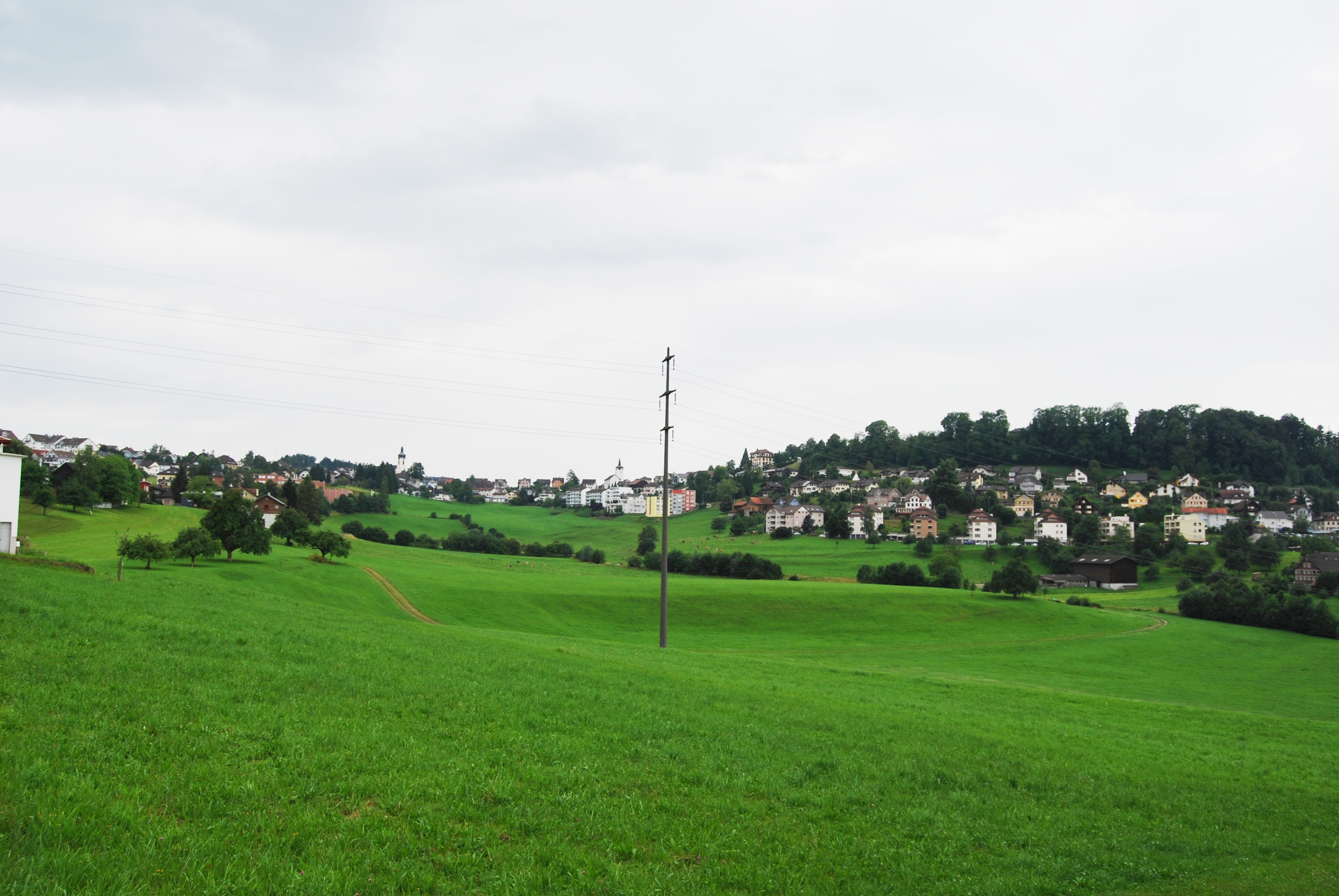
Kirchberg